# Atractocarpus longipes
Atractocarpus longipes là một loài thực vật có hoa trong họ Thiến thảo. Loài này được (A.C.Sm.) Puttock mô tả khoa học đầu tiên năm 1999.